# Divan (tidskrift)
Divan är en svensk tidskrift för psykoanalys och kultur som ges ut av Psykoanalytiskt Forum, en politiskt och religiöst obunden ideell förening. Divan grundades år 1990 av Jurgen Reeder, Lars Sjögren, Nina Weibull, Ebba Witt-Brattström och Zagorka Zivkovic. 
Tidskriften utkommer med två dubbelnummer per år, alltid med inslag av bildkonst, prosa och poesi, samt essäer med en psykoanalytisk eller psykoanalytiskt inspirerad grundhållning. Teman som behandlats genom åren är Pornografi (2023), Apokalyps (2020), Fundament och fundamentalism (2017), Det naiva (2014) och Hud (2001). 

Divan utnämndes år 2015 till Årets kulturtidskrift. Motiveringen löd:
Divan utgår från psykoanalysen och är samtidigt en högkvalitativ tidskrift för samtidslitteratur och konst. Olika teman utforskas djärvt och fritt med intellektuell och estetisk skärpa. Tidskriftens form är en skönhetsupplevelse i sig. 
År 2020 utkom boken I sällskap med Freud: 30 år med tidskriften Divan av Clarence Crafoord.
Redaktionen består 2024 av Charlotta Björklind, Jonas Brun, Clarence Crafoord, Johan Eriksson, Sotiris Greveniotis, Arne Jemstedt, Agnes Mesterton, John Swedenmark, Nina Weibull och Maria Yassa.